# Sujoi Su-12
El Sukhoi Su-12 fue un prototipo de avión de reconocimiento y dirección de fuego de artillería que se desarrolló durante la Segunda Guerra Mundial.

## Desarrollo
En noviembre de 1943 la oficina de diseño Sukhoi OKB creó un diseño basado claramente en el avión alemán Focke-Wulf Fw 189. El avión contaba con una tripulación de tres personas y estaba equipado con motores Shvetsov M-62. Inicialmente no se aprobó un presupuesto para el avión, pero tras la intervención del mariscal N.N. Voronov se asignaron fondos. Las especificaciones fueron cambiando, lo que llevó a la formación de una tripulación de cuatro miembros y un cambio de motores por otros más potentes, los Shvetsov ASh-82M de 1640 kW (2200 hp).
El prototipo del Su-12 voló el 26 de agosto de 1947, con N.D. Fikson en los mandos. Las pruebas de vuelo finalizaron el 30 de octubre. Debido a problemas con los motores ASh-82M, la planta motriz final se compuso de motores ASh-82FN de 1380 kW (1850 hp), menos fiables, lo que afectó al Su-12 en cuanto a que ahora no cumplía las especificaciones de velocidad y techo de vuelo. El Su-12 completó exitosamente todas sus baterías de pruebas de vuelo en septiembre de 1949 y se recomendó que se procediera a su fabricación en serie. Debido a la falta de fábricas de aviones en la URSS, en octubre de 1949 se propuso trasladar su producción a Checoslovaquia. Sin embargo la propuesta fue denegada, debido al incumplimiento de las prestaciones especificadas. Los esfuerzos de la oficina de diseño Sukhoi para obtener financiación continuaron, siendo denegados una vez tras otra.

## Operadores
- Fuerza Aérea Soviética.